# Supercopa de Italia 2020
La Supercopa de Italia 2020 fue la 33.ª edición de la Supercopa de Italia, que enfrentó al ganador de la Serie A 2019-20, la Juventus de Turín, contra el campeón de la Copa Italia 2019-20, el Napoli.
El partido se disputó el 20 de enero de 2021, en el MAPEI Stadium en Reggio Emilia. La Juventus ganó 2-0 con goles de Cristiano Ronaldo y Álvaro Morata. Lorenzo Insigne tuvo la oportunidad de poner el 1-1 en el marcador desde el punto de penalti, pero erró el lanzamiento.

## Equipos participantes
| Juventus |  |  |  | Campeón de la Serie A 2019-20     |
| Napoli   |  |  |  | Campeón de la Copa Italia 2019-20 |

## Partido (Final)
| 1          | POR        | Wojciech Szczęsny |     |
| 16         | DEF        | Juan Cuadrado     |     |
| 19         | DEF        | Leonardo Bonucci  |     |
| 3          | DEF        | Giorgio Chiellini |     |
| 13         | DEF        | Danilo            |     |
| 14         | MED        | Weston McKennie   |     |
| 30         | MED        | Rodrigo Bentancur | 83' |
| 5          | MED        | Arthur            |     |
| 22         | MED        | Federico Chiesa   | 46' |
| 44         | DEL        | Dejan Kulusevski  | 86' |
| 7          | DEL        | Cristiano Ronaldo |     |
| Entrenador | Entrenador | Andrea Pirlo      |     |

| 25         | POR        | David Ospina        |     |
| 22         | DEF        | Giovanni Di Lorenzo |     |
| 44         | DEF        | Kostas Manolas      |     |
| 26         | DEF        | Kalidou Koulibaly   |     |
| 6          | DEF        | Mário Rui           | 84' |
| 4          | MED        | Diego Demme         | 84' |
| 5          | MED        | Tiémoué Bakayoko    | 67' |
| 11         | MED        | Hirving Lozano      |     |
| 20         | MED        | Piotr Zieliński     |     |
| 24         | MED        | Lorenzo Insigne     |     |
| 37         | DEL        | Andrea Petagna      | 72' |
| Entrenador | Entrenador | Gennaro Gattuso     |     |

| 33 | MED | Federico Bernardeschi | 46' |
| 9  | DEL | Álvaro Morata         | 83' |
| 25 | MED | Adrien Rabiot         | 83' |

| 7  | MED | Elif Elmas        | 67' |
| 14 | DEL | Dries Mertens     | 72' |
| 18 | DEL | Fernando Llorente | 84' |
| 21 | DEL | Matteo Politano   | 84' |

| Anotado | 64'   | Cristiano Ronaldo | 1 – 0 |
| Anotado | 90+5' | Álvaro Morata     | 2 – 0 |

| Amonestado | 74' | Cristiano Ronaldo |

| Amonestado | 89' | Piotr Zieliński |

| Árbitro             | Paolo Valeri        |
| Árbitros asistentes | Daniele Bindoni     |
| Árbitros asistentes | Stefano Del Giovane |
| Cuarto árbitro      | Maurizio Mariani    |

| 1          | POR        | Wojciech Szczęsny |     |
| 16         | DEF        | Juan Cuadrado     |     |
| 19         | DEF        | Leonardo Bonucci  |     |
| 3          | DEF        | Giorgio Chiellini |     |
| 13         | DEF        | Danilo            |     |
| 14         | MED        | Weston McKennie   |     |
| 30         | MED        | Rodrigo Bentancur | 83' |
| 5          | MED        | Arthur            |     |
| 22         | MED        | Federico Chiesa   | 46' |
| 44         | DEL        | Dejan Kulusevski  | 86' |
| 7          | DEL        | Cristiano Ronaldo |     |
| Entrenador | Entrenador | Andrea Pirlo      |     |

| 25         | POR        | David Ospina        |     |
| 22         | DEF        | Giovanni Di Lorenzo |     |
| 44         | DEF        | Kostas Manolas      |     |
| 26         | DEF        | Kalidou Koulibaly   |     |
| 6          | DEF        | Mário Rui           | 84' |
| 4          | MED        | Diego Demme         | 84' |
| 5          | MED        | Tiémoué Bakayoko    | 67' |
| 11         | MED        | Hirving Lozano      |     |
| 20         | MED        | Piotr Zieliński     |     |
| 24         | MED        | Lorenzo Insigne     |     |
| 37         | DEL        | Andrea Petagna      | 72' |
| Entrenador | Entrenador | Gennaro Gattuso     |     |

| 33 | MED | Federico Bernardeschi | 46' |
| 9  | DEL | Álvaro Morata         | 83' |
| 25 | MED | Adrien Rabiot         | 83' |

| 7  | MED | Elif Elmas        | 67' |
| 14 | DEL | Dries Mertens     | 72' |
| 18 | DEL | Fernando Llorente | 84' |
| 21 | DEL | Matteo Politano   | 84' |

| Anotado | 64'   | Cristiano Ronaldo | 1 – 0 |
| Anotado | 90+5' | Álvaro Morata     | 2 – 0 |

| Amonestado | 74' | Cristiano Ronaldo |

| Amonestado | 89' | Piotr Zieliński |

| Árbitro             | Paolo Valeri        |
| Árbitros asistentes | Daniele Bindoni     |
| Árbitros asistentes | Stefano Del Giovane |
| Cuarto árbitro      | Maurizio Mariani    |

| Supercopa de Italia  |
|                      |
| Campeón              |
| 'Juventus' 9º título |